# Beregszászi járás
A Beregszászi járás (ukránul: Берегівський район, népiesen Берегівщина, ruszinul: Береговскый район) közigazgatási egység Ukrajnában, Kárpátalján. Székhelye Beregszász. Területe 1 459 négyzetkilóméter, népessége a legfrissebb becslések szerint 206 696 fő (2022).
Jelenlegi formájában a 2020. júliusi ukrajnai közigazgatási reform során jött létre, a korábbi Beregszászi járás (1946–2020), a Nagyszőlősi járás és az Ilosvai járás egy részének összevonásával.

## Közigazgatási beosztás
A járás 10 községre (hromada) oszlik, amelyek önálló területi önkormányzattal rendelkeznek. A községek közül 2 városi község, 3 városi típusú község és 5 falusi község.:

### Városi községek
- Beregszász község
- Nagyszőlős község

### Vidéki típusú községek
- Bátyú község
- Királyháza község
- Tiszaújlak község

### Falusi községek
- Beregkövesd község
- Mezőkaszony község
- Nagybégány község
- Nagybereg község
- Tiszapéterfalva község